# 15 октября
15 октября — 288-й день года (289-й в високосные годы) по григорианскому календарю.
До конца года остаётся 77 дней.
До 15 октября 1582 года — 15 октября по юлианскому календарю, с 15 октября 1582 года — 15 октября по григорианскому календарю.
В XX и XXI веках соответствует 2 октября по юлианскому календарю.

## Праздники и памятные дни
См. также: Категория:Праздники 15 октября

### Международные
- ООН — Международный день сельских женщин.

### Национальные
- Бразилия — День учителя.
- Шри-Ланка — День посадки деревьев.

### Религиозные
Православие
 — Память священномученика Киприана, мученицы Иустины и мученика Феоктиста (304 год);
 — память блаженного Андрея, Христа ради юродивого (936 год);
 — память праведного воина Феодора Ушакова (1817 год);
 — память благоверной княгини Анны Кашинской (1368 год);
 — память преподобного Кассиана грека, Угличского чудотворца (1504 год);
 — память мучеников Давида и Константина, князей Арагветских (740 год) (Груз.);
 — память мученицы Александры Булгаковой.

## События

### До XIX века
- 533 — византийский полководец Велизарий вступил в Карфаген, отбив его у вандалов.
- 1570 — основан город Пхеньян, ныне столица Северной Кореи.
- 1581 — в Париже королева-мать Франции Екатерина Медичи представила своим гостям первый в истории публичный балет — «Комичный балет королевы».
- 1582 — папа Григорий XIII ввёл григорианский календарь.
- 1666 — английский король Карл II впервые надел жилет, введя новую моду.

### XIX век
- 1806 — в состав Российской империи включено Бакинское ханство.
- 1815 — началась ссылка Наполеона Бонапарта на острове Св. Елены.
- 1864 — Гражданская война в США: сражение при Глазго.
- 1880 — спустя 632 года после закладки первого камня завершено строительство Кёльнского собора.
- 1883 — основан Рижский театр русской драмы.
- 1894 — французский офицер Альфред Дрейфус арестован по обвинению в шпионаже. Началось так называемое дело Дрейфуса.

### XX век
- 1904 — Вторая Тихоокеанская эскадра выходит из Ревеля и направляется в Порт-Артур. Эскадра будет практически уничтожена в Цусимском сражении в мае 1905 года.
- 1908 — вышел на киноэкраны первый в России короткометражный художественный фильм «Понизовая вольница» («Стенька Разин»).
- 1910 — первый в России «дальний» перелёт (Ходынское поле — деревня Черёмушки, расстояние — около 15 км, лётчик — М. Н. Ефимов).
- 1912 — открылся Рижский зоопарк.
- 1917 — Первая мировая война: в Венсене, в окрестностях Парижа, расстреляна голландская танцовщица Мата Хари за шпионаж в пользу Германии.
- 1919 — в Москве на базе бывшей Шереметевской больницы образована Центральная больница неотложной помощи — нынешний Институт имени Склифосовского.
- 1926 — в Киеве открыт Русский драматический театр (ныне имени Леси Украинки).
- 1928 — немецкий дирижабль «Граф Цеппелин» совершил первый коммерческий рейс через Атлантический океан.
- 1932 — основана национальная индийская авиакомпания «Air India».
- 1940 — на экраны кинотеатров вышел фильм Чарли Чаплина «Великий диктатор».
- 1941 — Каганович приказал подготовить план уничтожения Московского метрополитена (на следующий день распоряжение было отменено).
- 1942 — нацистами уничтожены Берёзовское и Дрогичинское гетто.
- 1945 — расстрелян бывший премьер-министр вишистского правительства Франции Пьер Лаваль, обвинённый в государственной измене.
- 1956 — первый сбор труппы театра «Современник».
- 1961 — в Лондоне основана правозащитная организация «Эмнисти Интернэшнл».
- 1962 — Карибский кризис: началось противостояние между США и СССР из-за советских ядерных ракет, размещённых на Кубе. Весь мир стоял на грани ядерной войны.
- 1964 — введён в действие крупнейший в мире нефтепровод «Дружба».
- 1967 — завершено строительства монумента «Родина-мать» в Волгограде.
- 1968 — в университете Суррея состоялось первое выступление группы Led Zeppelin.
- 1970 — совершён первый в СССР захват и угон самолёта. Пассажирский Ан-24 угнан в Турцию, убита бортпроводница Надежда Курченко.
- 1973
  - Великобритания и Исландия прекратили «Вторую тресковую войну» за рыболовную зону. Доходило до столкновений военных кораблей.
  - Выпущена четвёртая редакция операционной системы UNIX.
- 1975 — начало «Третьей тресковой войны».
- 1985 — на пленуме ЦК КПСС Михаил Горбачёв объявил о планах экономической перестройки.
- 1988 — вышел первый номер газеты Демократического союза «Свободное слово» — в годы перестройки самой массовой самиздатской газеты.
- 1990 — советский лидер Михаил Горбачёв награждён Нобелевской премией мира за вклад в снижение международной напряжённости и осуществление политики гласности.
- 1991 — гражданство Латвии восстановлено для граждан довоенного периода.
- 1992 — серийный убийца Андрей Чикатило признан виновным в 52 убийствах.
- 1995 — Саддам Хусейн получает 99,96 % голосов на президентских выборах в Ираке.
- 1997
  - стартовал проект исследования Сатурна и его спутника Титана — «Кассини-Гюйгенс».
  - Стелла Маккартни провела в Париже свой первый показ мод.
  - Энди Грин установил новый рекорд скорости для наземного управляемого транспортного средства, развив скорость 1227,986 км/ч на автомобиле Thrust SSC.
- 1998 — начало работы почтового сервиса Почта Mail.ru.
- 1999 — основана российская фолк-рок-группа Мельница.
- 2000 — в Париже на Монмартре открыли «Стену любви» площадью 40 м², на которой на 311 языках написано «Я тебя люблю».

### XXI век
- 2002
  - В США из торговой сети отзывают более шестисот тысяч тонн мяса птицы. Эксперты опасаются, что оно заражено опасным микробом, который вызывает у людей заболевания с летальным исходом. Микроорганизм был обнаружен в результате проведённых в восьми штатах анализов. Представители министерства сельского хозяйства говорят, что из продажи изымается самое большое количество мяса индеек и цыплят за всё время существования министерства.
  - Ракета-носитель «Союз-У», несущая спутник Европейского космического агентства «Фотон-М1» производства «ЦСКБ-Прогресс», взорвалась через 29 секунд после запуска на космодроме Плесецк.
- 2003
  - В КНР запущен первый космический корабль с космонавтом — «Шэньчжоу-5».
  - Ильхам Алиев был избран президентом Азербайджана.
- 2006 — Аль-Каида в Ираке объявила о создании «Исламского государства Ирак».
- 2007 — компания «Intel» заявила о разработке нового процессора для мобильных применений — Intel Atom.
- 2018 — Русская Православная Церковь объявила о прекращении евхаристического общения с Константинопольским Патриархатом
- 2020 — Президент Кыргызстана Сооронбай Жээнбеков подал в отставку.

## Родились

### До XIX века
- 70 до н. э. — Публий Вергилий Марон (ум. 19 до н. э.), древнеримский поэт.
- 1608 — Эванджелиста Торричелли (ум. 1647), итальянский математик и физик.
- 1795 — Фридрих Вильгельм IV (ум. 1861), прусский король (1840—1861).

### XIX век
- 1805 — Вильгельм фон Каульбах (ум. 1874), немецкий художник.
- 1809 — Алексей Кольцов (ум. 1842), русский поэт.
- 1809 — Хачатур Абовян (пропал в 1849), армянский писатель, основоположник новой армянской литературы и нового литературного языка.
- 1814 — Михаил Лермонтов (убит в 1841), русский поэт, прозаик, драматург.
- 1825 — Мария Фридерика Прусская (ум. 1889), королева-консорт Баварии.
- 1829 — Асаф Холл (ум. 1907), американский астроном, открывший в 1877 году два спутника Марса.
- 1832 — Николай Тихонравов (ум. 1893), русский литературовед, театровед, археограф, академик Петербургской АН.
- 1836 — Джеймс Тиссо (ум. 1902), французский художник, работавший в Англии.
- 1841 — Савва Мамонтов (ум. 1918), русский предприниматель и меценат.
- 1844 — Фридрих Ницше (ум. 1900), немецкий философ, филолог, поэт.
- 1859
  - Александр Теодоров-Балан (ум. 1959), болгарский языковед, историк литературы, академик.
  - Коста Хетагуров (ум. 1906), поэт, основоположник осетинской литературы, скульптор, художник.
- 1872 — Август Нильссон (ум. 1921), шведский легкоатлет и перетягиватель каната, чемпион летних Олимпийских игр 1900 года.
- 1877 — Борис Вышеславцев (ум. 1954), русский философ и религиозный мыслитель.
- 1880 — Саша Чёрный (ум. 1932), русский поэт, прозаик, журналист.
- 1881
  - Пи Джи Вудхаус (ум. 1975), английский писатель-юморист, драматург, комедиограф.
  - Алексей Щастный (расстрелян в 1918), российский военно-морской деятель, капитан 1-го ранга, в 1918 г. командующий Балтийским флотом.
- 1895 — Давид Андгуладзе (ум. 1973), грузинский оперный певец (драматический тенор), народный артист СССР (1950).
- 1897 — Илья Ильф (при рожд. Иехиел-Лейб Файнзильберг; ум. 1937), советский писатель, драматург, сценарист, журналист.
- 1900
  - Пранас Витаутас Будвитис (ум. 1975), литовский журналист, поэт, переводчик.
  - Мервин Лерой (ум. 1987), американский кинорежиссёр, продюсер.

### XX век
- 1903 — Константин Леселидзе (ум. 1944), советский военачальник, генерал-полковник, Герой Советского Союза.
- 1905
  - Анатолий Бабко (ум. 1968), украинский советский химик-аналитик.
  - Чарльз Перси Сноу (ум. 1980), английский писатель, учёный, государственный деятель.
- 1908 — Джон Кеннет Гэлбрейт (ум. 2006), канадский экономист, философ.
- 1910 — Алексей Бушмин (ум. 1983), советский литературовед, академик АН СССР.
- 1916
  - Хасан Гулед Аптидон (ум. 2006), первый президент Джибути (1977—1999).
  - Ясудзи Миядзаки (ум. 1989), японский пловец, двукратный олимпийский чемпион 1932 года.
  - Джамалдин Яндиев (ум. 1979), ингушский поэт, председатель Союза писателей ЧИАССР.
- 1917
  - Золтан Фабри (ум. 1994), венгерский режиссёр театра и кино, сценарист, актёр.
  - Артур Мейер Шлезингер (ум. 2007), американский историк, писатель, социальный критик, политический деятель, трижды лауреат Пулитцеровской премии.
- 1920
  - Анри Вернёй (настоящее имя Ашот Малакян; ум. 2002), французский кинорежиссёр армянского происхождения.
  - Марио Пьюзо (ум. 1999), американский писатель, критик, сценарист, автор романа «Крёстный отец».
- 1923 — Итало Кальвино (ум. 1985), итальянский писатель, публицист и журналист.
- 1924
  - Ли Якокка (ум. 2019), американский менеджер и промышленник, возглавлявший автомобильные компании «Форд» и «Крайслер».
  - Иван Семёнович Косякин (ум. 2003), участник Великой Отечественной войны, полный кавалер Ордена Славы (1945).
- 1926
  - Генрих Альтшуллер (ум. 1998), советский и российский писатель-фантаст, изобретатель.
  - Мишель Фуко (ум. 1984), французский философ, историк культуры.
  - Эван Хантер (при рожд. Сальваторе Альберт Ломбино; ум. 2005), американский писатель, автор детективов.
- 1929 — Милорад Павич (ум. 2009), югославский и сербский писатель, поэт, переводчик, историк литературы.
- 1930 — FM-2030 (наст. имя Ферейдун М. Эсфендиари; ум. 2000), футуролог, философ, писатель, один из основателей трансгуманистического движения.
- 1935 — Ричард Мактаггарт (ум. 1935), британский боксёр, далее тренер; чемпион летних Олимпийских игр (1956), чемпион Европы, Игр Содружества наций.
- 1937 — Татьяна Талышева, советская легкоатлетка, бронзовая призёрка Олимпийских игр.
- 1945 — Неофит (ум. 2024), епископ Болгарской православной церкви, патриарх Болгарский, митрополит Софийский (2013 — 2024).
- 1948 — Крис де Бург (при рожд. Кристофер Джон Дэвисон), ирландский рок-певец, гитарист и композитор.
- 1953 — Любовь Слиска, российский политик, бывший первый вице-спикер Госдумы.
- 1959
  - Тодд Солондз, американский кинорежиссёр и сценарист.
  - Энди Холмс (ум. 2010), британский гребец (академическая гребля), двукратный олимпийский чемпион.
- 1960 — Евгений Комаровский, украинский педиатр, автор научных трудов о здоровье и воспитании детей, телеведущий.
- 1961
  - Микаэль Аппельгрен, шведский игрок в настольный теннис, многократный чемпион мира и Европы.
  - Вячеслав Бутусов, российский рок-музыкант, лидер и вокалист групп «Nautilus pompilius», «Ю-Питер».
  - Марина Капуро, российская певица, заслуженная артистка России (1993).
- 1968 — Дидье Дешам, французский футболист и тренер, чемпион мира и Европы.
- 1970 — Пернилла Виберг, шведская горнолыжница, двукратная олимпийская чемпионка, 4-кратная чемпионка мира.
- 1971 — Нико Ковач, хорватский футболист и тренер.
- 1973 — Александр Филимонов, российский футболист, вратарь, 6-кратный чемпион России.
- 1975 — Павел Майков, актёр театра, кино и дубляжа, телеведущий, музыкант, певец.
- 1975 — Денис Анатольевич Шмыга́ль — украинский государственный и политический деятель. Премьер-министр Украины с 4 марта 2020 года.
- 1976 — Николай Басков, эстрадный и оперный певец (тенор), народный артист России.
- 1977 — Давид Трезеге, французский футболист, чемпион мира (1998) и Европы (2000).
- 1980 — Том Бонен, бельгийский велогонщик.
- 1981
  - Го Цзинцзин, китайская прыгунья в воду, 4-кратная олимпийская чемпионка.
  - Елена Дементьева, российская теннисистка, олимпийская чемпионка (2008).
- 1986
  - Анна Хилькевич, российская актриса кино и телевидения.
  - Карло Янка, швейцарский горнолыжник, олимпийский чемпион (2010) и чемпион мира (2009).
- 1988 — Месут Озиль, немецкий футболист турецкого происхождения, чемпион мира (2014).
- 1990 — Йоханнес Лохнер, немецкий бобслеист, многократный чемпион мира.
- 1992 — Шути Гатва, шотландский актёр руандийского происхождения, известен ролью Пятнадцатого Доктора в телесериале «Доктор Кто».
- 1997 — Ярл Магнус Риибер, норвежский двоеборец, многократный чемпион мира.

## Скончались

### До XIX века
- 1389 — Урбан VI (в миру Бартоломео Приньяно; р. 1318), 202-й Папа Римский (1378—1389).
- 1564 — Андреас Везалий (р. 1514), врач и анатом, основоположник научной анатомии.
- 1611 — Пётр Сапега (р. 1569), государственный и военный деятель Великого княжества Литовского.
- 1690 — Хуан де Вальдес Леаль (р. 1622), испанский художник, скульптор и архитектор эпохи барокко.
- 1730 — Антуан Ломе де Ламот Кадильяк (р. 1658), французский колониальный администратор и военачальник, считающийся основателем Детройта.

### XIX век
- 1817 — Тадеуш Костюшко (р. 1746), военный и политический деятель, национальный герой Польши и Беларуси.
- 1822 — Арман Эммануэль дю Плесси Ришельё (р. 1766), французский и российский государственный деятель.
- 1829 — Джордж Доу (р. 1781), английский художник.
- 1833 — Михаил Огинский (р. 1765), польский композитор, дипломат, политический деятель.
- 1837 — Иван Дмитриев (р. 1760), русский поэт, баснописец, государственный деятель.
- 1852 — Фридрих Людвиг Ян (р. 1778), немецкий офицер, политик, педагог, общественный деятель, основатель современной спортивной гимнастики.
- 1900 — Зденек Фибих (р. 1850), чешский композитор.

### XX век
- 1917 — казнена Мата Хари (наст. имя Маргарета Гертруда Зелле; р. 1876), голландская танцовщица и куртизанка, одна из самых известных шпионок Первой мировой войны.
- 1918 — Георг Клебс (р. 1857), немецкий ботаник.
- 1934 — Раймон Пуанкаре (р. 1860), французский политик, президент Франции (1913—1920).
- 1943 — Софья Магарилл (р. 1900), актриса театра и кино, заслуженная артистка РСФСР, жена Григория Козинцева.
- 1945 — расстрелян Пьер Лаваль (р. 1883), французский политик, премьер-министр в 1931—1932 и 1935—1936 гг, активный деятель коллаборационного «правительства Виши» во время Второй мировой войны.
- 1946 — покончил с собой Герман Геринг (р. 1893), один из руководителей нацистской Германии и гестапо.
- 1959 — убит Степан Бандера (р. 1909), один из лидеров и идеологов украинских националистов.
- 1964 — Коул Портер (р. 1891), американский композитор, автор мюзиклов, музыки к кинофильмам.
- 1971 — Йонас Швядас (р. 1908), литовский композитор, хоровой дирижёр, тромбонист, педагог, народный артист СССР.
- 1976 — Карло Гамбино (р. 1902), американский мафиози, босс одной из «Пяти семей» мафии Нью-Йорка.
- 1978 — Уильям Юджин Смит (р. 1918), американский фотожурналист.
- 1979 — Елена Кузьмина (р. 1909), киноактриса, народная артистка РСФСР.
- 1980 — Михаил Лаврентьев (р. 1900), советский математик, академик, основатель Сибирского отделения АН СССР.
- 1981
  - Николай Морозов (р. 1916), советский футболист, заслуженный мастер спорта, заслуженный тренер СССР.
  - Золтан Хусарик (р. 1931), венгерский график, художник по костюмам, кинорежиссёр.
- 1987 — убит Тома Санкара (р. 1949), президент Буркина-Фасо (1983—1987).
- 1988 — Джон Болл (р. 1911), американский писатель, автор детективов.
- 1990
  - Борис Пиотровский (р. 1908), советский археолог, востоковед, академик, директор Эрмитажа (1964—1990).
  - Дельфин Сейриг (р. 1932), французская актриса кино и театра.
- 1995 — Алексей Габрилович (p. 1936), советский и российский кинорежиссёр-документалист, сценарист.

### XXI век
- 2001 — Юрий Озеров (р. 1921), кинорежиссёр, сценарист, педагог, народный артист СССР.
- 2008 — Анатоль Потемковский (р. 1921), польский писатель-сатирик.
- 2009 — Виктор Боков (р. 1914), русский советский поэт, прозаик, собиратель фольклора.
- 2012 — Нородом Сианук (р. 1922), король Камбоджи (1941—1955, 1993—2004), глава государства Камбоджи (1960—1970).
- 2017 — Дмитрий Марьянов (р. 1969), советский и российский актёр театра и кино, телеведущий.
- 2018
  - Пол Аллен (р. 1953), американский предприниматель, соучредитель корпорации Microsoft[4].
  - Степан Пучинян (р. 1927), советский и российский киноактёр, кинорежиссёр, сценарист, народный артист РФ.
- 2020 — Соня Рутстрём-Эдстрём (р. 1930), шведская лыжница, олимпийская чемпионка (1960).
- 2023 — Олег Антропов (р. 1947), советский волейболист, олимпийский чемпион (1968).

## Приметы
День Киприана и Устиньи.
- Киприан и Устинья спасают от нечистой силы, чар, наваждений, злых духов[5].
- Этот день считался одним из наиболее подходящих для очищения от наваждений, ведомостей: от злого очарования просили девушки упасти Устинью, а парни — Куприяна[6].